# Кибальчич Володимир Петрович
Володимир Петрович Кибальчич (8 липня 1891, Чернігівщина — 9 лютого 1946) — український професор-анатом.

## Біографія
Народився 8 липня 1891 року в Чернігівській губернії. З 1919 до 1941 року був завідувачем кафедрою анатомії Київського медичного інституту. З 1946 року — декан лікувального факультету Київського медичного інституту.
Нагороджений орденом Трудового Червоного Прапора.

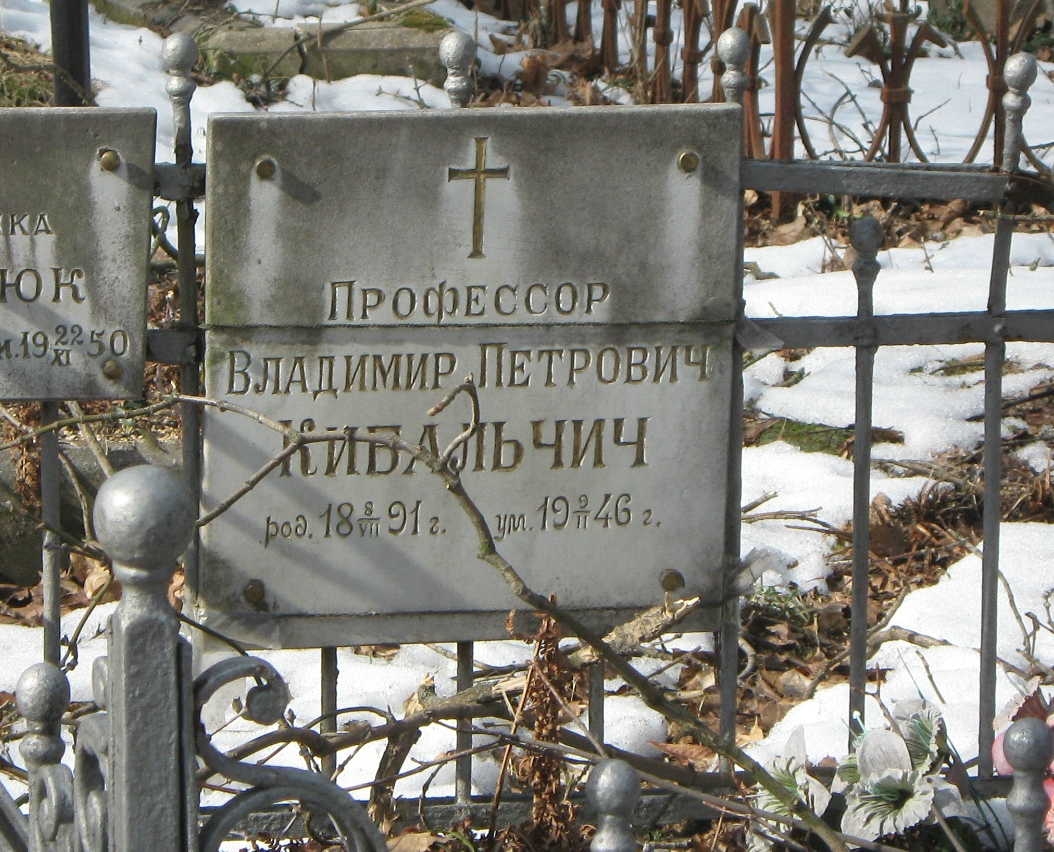
Могила Володимира Кибальчича

Помер 9 лютого 1946 року. Похований в Києві на Лук'янівському цвинтарі (ділянка № 10, ряд 13, місце 49). Надгробок — біла мармурова дошка.